# Xiangtangshan Shiku
Xiangtangshan Shiku är en komplex av buddhistiska tempelgrottor från Norra Qidynastin i Kina.  De är belägna i gruvdistriktet Fengfeng i Handan i Hebei-provinsen, i den centrala delen av landet, 400 km söder om huvudstaden Peking. Xiangtangshan Shiku ligger 217 meter över havet.
Terrängen runt Xiangtangshan Shiku är platt österut, men västerut är den kuperad. Runt Xiangtangshan Shiku är det tätbefolkat, med 550 invånare per kvadratkilometer. Närmaste större samhälle är Pengcheng, 4,0 km söder om Xiangtangshan Shiku. Trakten runt Xiangtangshan Shiku består till största delen av jordbruksmark.